# 拉内
拉内（法語：Rannée，法語發音：[ʁane]）是法国伊勒-维莱讷省的一个市镇，属于富热尔-维特雷区。

## 地理
拉内（47°55'27"N, 1°14'26"W）面积51.95 平方千米，位于法国布列塔尼大區伊勒-维莱讷省，该省份为法国西北部沿海省份，位于布列塔尼半岛东部，北濒大西洋，西接阿摩尔滨海省和莫尔比昂省，南至大西洋卢瓦尔省，西南端接曼恩-卢瓦尔省，东临马耶讷省，东北与芒什省接壤。
与拉内接壤的市镇（或旧市镇、城区）包括：阿布里塞勒、塞什河畔阿瓦耶、舍兰、德鲁日、福尔日拉福雷、布列塔尼地区拉盖尔什、穆塞、勒捷、拉塞勒盖尔谢斯、维塞什、布兰叙莱马尔什、方丹库韦尔特、拉鲁欧迪耶尔、圣艾尼昂叙罗。

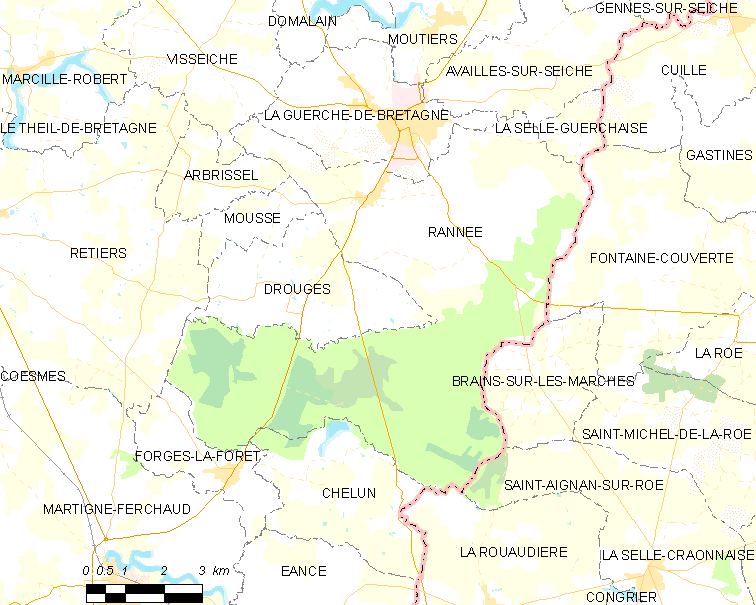
拉内的OSM定位图

拉内的时区为UTC+01:00、UTC+02:00（夏令时）。

## 行政
拉内的邮政编码为35130，INSEE市镇编码为35235。

## 政治
拉内所属的省级选区为布列塔尼地区拉盖尔什县。

## 人口

1962-2008年间拉内人口变化图示

拉内于2022年1月1日时的人口数量为1081人。